# Libranet
Libranet este o distribuție de Linux .